# .mq
.mqはインターネットの国別コードトップレベルドメイン（ccTLD）で、マルティニークに割り当てられています。
この.mqトップレベルドメインは、かつてはSYSTELによって管理されていましたが、SYSTELがMediaservに買収された後、登録サービスが再開されました。現在の技術連絡先は、グアドループのCanal+ Telecomに移管されています。